# Piper pinnatum
Piper pinnatum är en pepparväxtart som beskrevs av João de Loureiro. Piper pinnatum ingår i släktet Piper och familjen pepparväxter. Inga underarter finns listade i Catalogue of Life.